# Bruce Anstey
Bruce Anstey (Wellington, 24 aprile 1969) è un pilota motociclistico neozelandese.

## Carriera
Iniziò a correre 1990, la sua prima vittoria venne l'anno dopo sul circuito di Manfeild. Il suo debutto al Tourist Trophy è del 1996, nel 1999 completò la sua prima gara nella categoria Lightweight TT 250, arrivando 7º. Il primo podio venne l'anno dopo nella stessa gara, arrivando 2º dietro Joey Dunlop.
La sua prima vittoria al TT è nella classe 250 del 2002, con 3 minuti di vantaggio su Simon Smith. Nel 2003 vince la Junior 600 e nel 2004 ottiene il podio in tutte le gare a cui partecipa, tra cui una vittoria nella categoria Production 1000 (ora Superstock). Vinse la classe Superstock nel 2005 davanti a Ian Lougher e nel 2006 davanti a Ian Hutchinson. Anche nel 2007 ha dominato, vincendo con 40 secondi di vantaggio sullo specialista del TT John McGuinness. Con questo, Anstey ha vinto 6 TT.

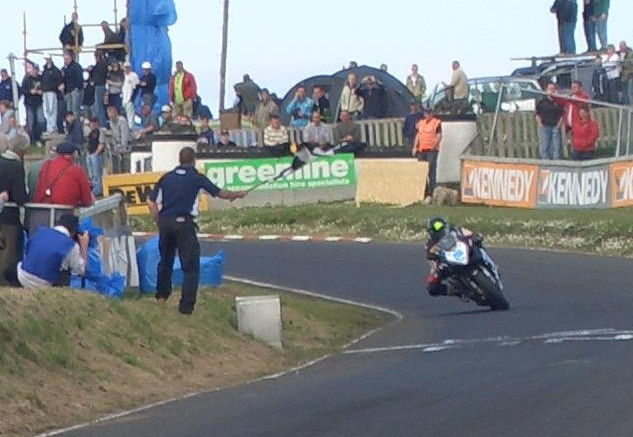
Bruce vince la seconda gara delle 600cc Supersport alla North West 200 del 2007.

Alla North West 200, Bruce ha totalizzato 9 vittorie dal 2002 al 2007. Nel 2002 ha vinto la gara della Production, nel 2004 ha vinto la 600 Supersport e la Production. Stava anche vincendo la Superbike ma è caduto all'ultimo giro. Nel 2005 ha vinto la categoria Superbike in una gara bagnata, nel 2006 ha vinto la sua prima gara Supersport, oltre a quella Superstock. Nel 2007 ha la sua migliore annata vincendo molte gare che sarebbero potute essere di più se non fosse caduto nel primo evento Superbike. Vinse i due eventi Supersport, nonché la Superstock. La caduta fatta nella prima gara non gli ha però permesso di partecipare all'evento principale della Superbike negandogli la possibilità di migliorare ancora il palmarès.
Anstey ha pilotato una Suzuki GSXR 1000 per la Relentless Suzuki in diversi campionati in Irlanda del Nord e ha ottenuto successi anche all'Ulster Grand Prix. Nel 2003 ha vinto la gara delle Production, nel 2004 ha vinto Superbike, Production 600 e Production 1000. Nel 2005 ottenne due podi ma non vinse nulla, mentre nel 2006 Bruce vinse ancora una la Superstock.
Anstey è il detentore del record di velocità sul giro lanciato del tracciato dell'isola di Man con la Honda CBR1000RRSP del team Honda Padgett's registrato in gara al quinto giro della categoria superbike. Il tempo da lui segnato è di 17'06" con la velocità media di 132 miglia orarie (212 km/h). Nonostante questo tempo, Anstey ha terminato la gara al quarto posto a causa di un errore commesso al primo giro.
Il 7 giugno 2015, nella gara svolta insolitamente di Domenica, rimandata a causa del forte vento occorso nella giornata di Sabato, vince nella categoria Superbike in sella alla Honda CBR1000RRSP del team Padgett's seguito da Ian Hutchinson e James Hillier rispettivamente al secondo ed al terzo gradino del podio.